# Helicodontium rhyparobolax
Helicodontium rhyparobolax là một loài Rêu trong họ Myriniaceae. Loài này được Müll. Hal. mô tả khoa học đầu tiên năm 1897.